# Waratto
Waratto (auch Warato, Warrato; † 686) war Hausmeier des Frankenreiches als Nachfolger Ebroins von 680/681 bis zu seinem Tod.

## Leben
Er war ein vornehmer Franke aus dem Gebiet um Rouen. Um 659 erscheint er erstmals in der Geschichtsschreibung als grafio des Königs Chlothar III.
Nachdem der Hausmeier Ebroin 680 einem Attentat zum Opfer gefallen war, wurde Waratto vom neustrischen Adel zu dessen Nachfolger gewählt. Große Unterstützung erfuhr er durch Audoin (641–684), den Bischof von Rouen. Waratto beendete den Krieg mit Pippin dem Mittleren und erkannte ihn als Dux im ducatus Austrasiorum, einem gebietsmäßig verkleinerten Austrasien, an. Die Einheit des Frankenreichs war dadurch wiederhergestellt, was aber Warattos Hausmeieramt offensichtlich nicht berührte.
Warattos Sohn Giselmar störte jedoch die Übereinkunft, indem er sich gegen seinen Vater erhob und diesen auch zeitweise aus seinem Amt verdrängen konnte. Giselmar belagerte Namur und eroberte die Stadt wohl auch, Giselmars Tod beendete den Aufstand jedoch bereits 683/684. Waratto kehrte in sein Amt zurück, und Pippin, dem Giselmars Aktivitäten große Probleme bereitet hatten, erneuerte den Frieden von 681.
Aus seiner Ehe mit Ansfled hatte Waratto eine Tochter, Anstrudis, die in erster Ehe Berchar heiratete, der sich in Neustrien als Warattos Nachfolger durchsetzte, aber bereits 688/689 ermordet wurde; in zweiter Ehe heiratete sie nach 688 Drogo, den Sohn Pippins und dux der Champagne († 708). Nach anderer Auffassung war es Warattos Enkelin Adaltrud, die Tochter Anstrudis’ und Berchars, die Drogo heiratete.